# شامبيني سور مارن
شامبيني-سور-مارن (بالفرنسية: Champigny-sur-Marne)‏ بلدية تقع في جنوب شرق ضواحي باريس عاصمة فرنسا .

## توأمة
لشامبيني سور مارن اتفاقيات توأمة مع كل من:
- بيرناو باي برلين
- روزينانو ماريتيمو
- Alpiarça [الإنجليزية]‏

## أعلام
- ماتيو لوسيانا
- جول روسي
- يان فاليري
- ادريان ريجاتين
- ميكائيل ألفونس دس
- تشارلز ديوتش